# Oteiza (Navarra)
Oteiza (auch: Oteiza de la Solana, baskisch Oteitza) ist ein nordspanisches Dorf und eine Gemeinde (municipio) mit 950 Einwohnern (Stand: 2024) im Süden der Autonomen Gemeinschaft Navarra.

## Lage und Klima
Oteiza liegt gut 40 km (Fahrtstrecke) südwestlich von Pamplona bzw. ca. 45 km ostnordöstlich von Logroño in einer Höhe von ca. 510 m. Am westlichen Gemeinderand fließt der Ega entlang. Das Klima ist gemäßigt bis warm; Regen (ca. 600 mm/Jahr) fällt überwiegend im Winterhalbjahr.

## Bevölkerungsentwicklung
| Jahr      | 1970 | 1981 | 1991 | 2001 | 2011 | 2021 |
| Einwohner | 1048 | 994  | 936  | 898  | 956  | 941  |

## Wirtschaft
Der von den Römern betriebene Weinbau gewann ab dem 19. Jahrhundert an Bedeutung. Hier wird der Rioja produziert.

## Sehenswürdigkeiten
- Kirchruine der Unbefleckten Empfängnis in Baigorri
- Michaeliskirche
- Salvatorkirche
- Tirsuskapelle

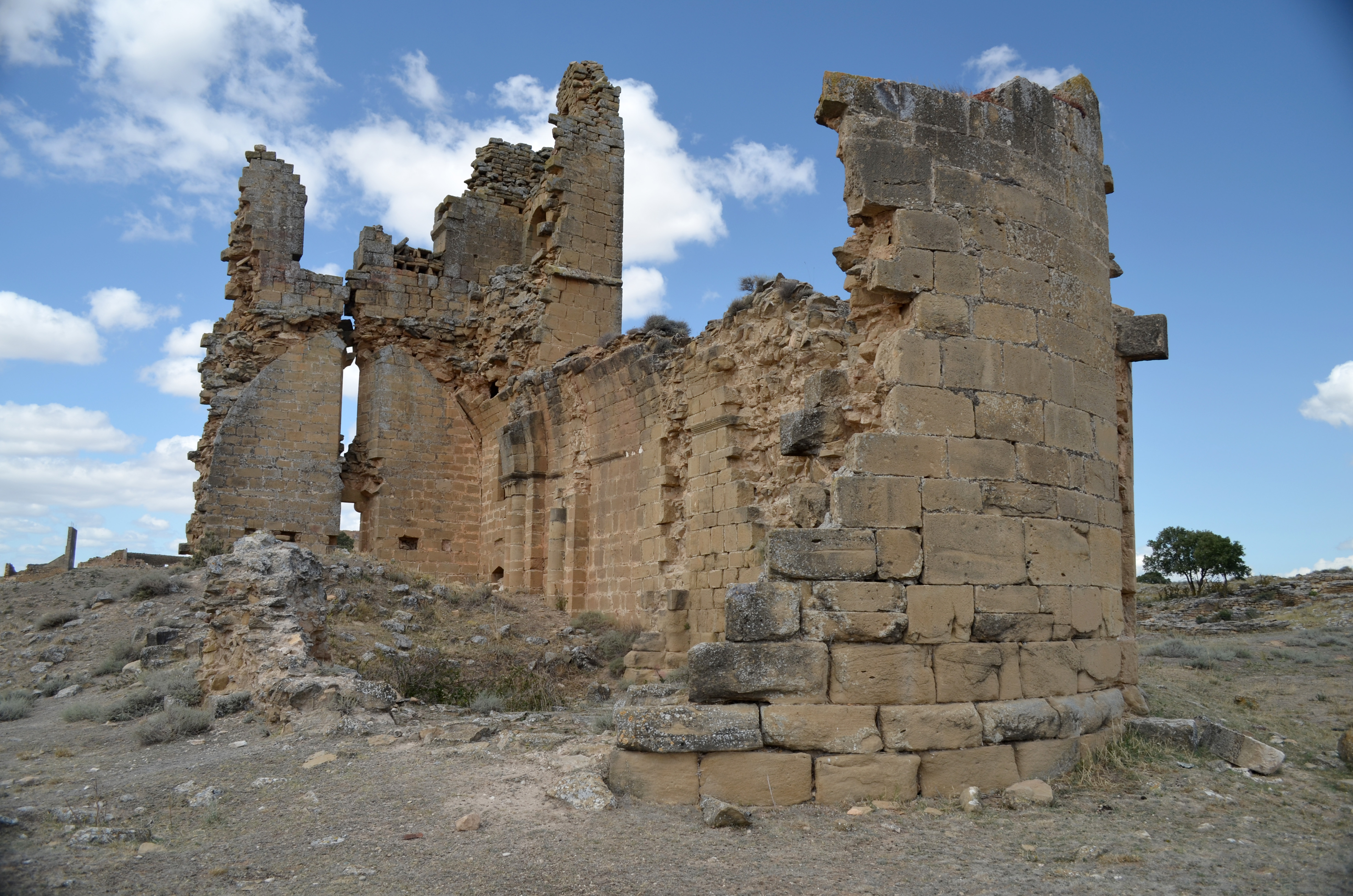
Kirchrune von Baigorri
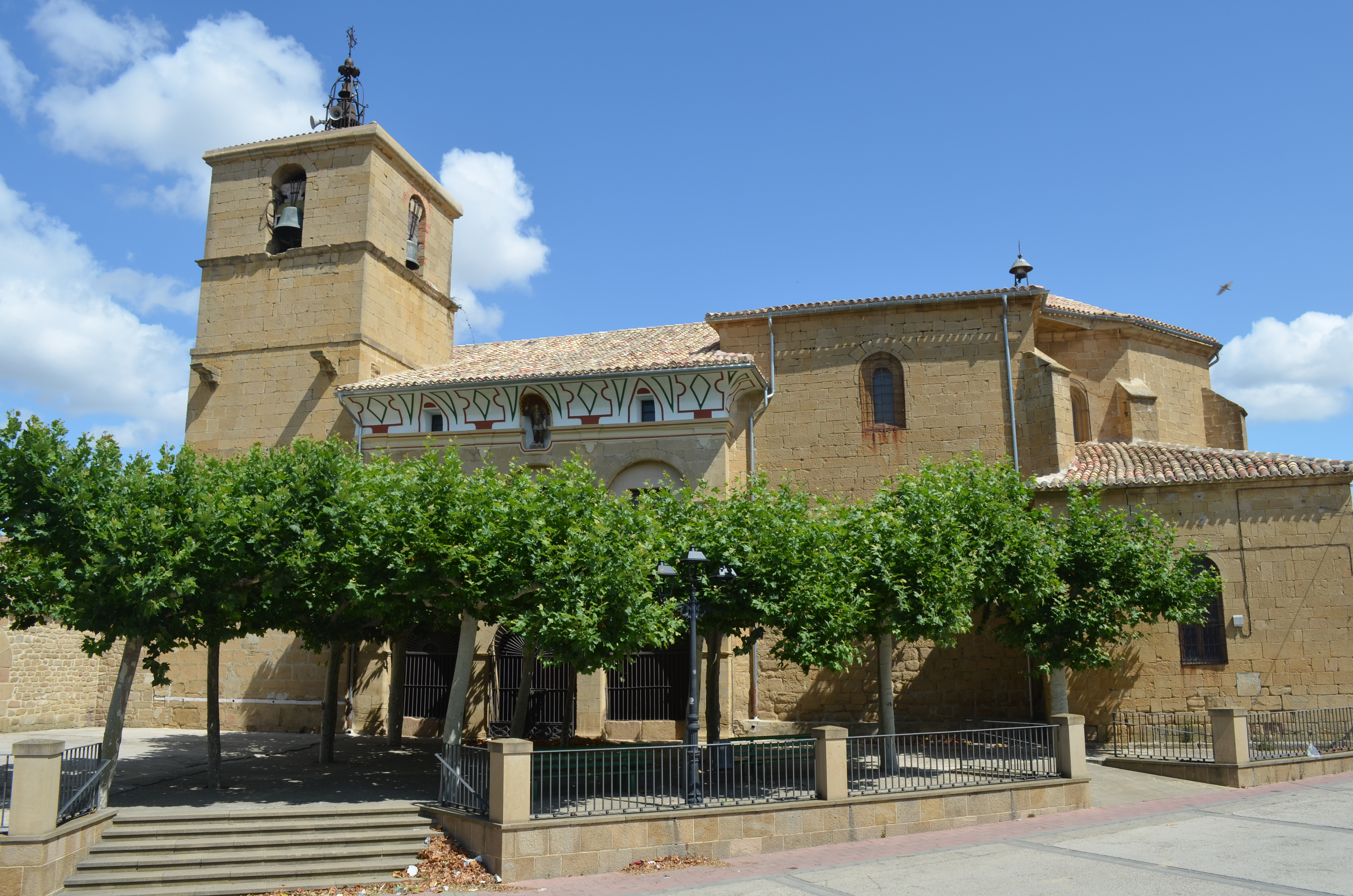
Michaeliskirche
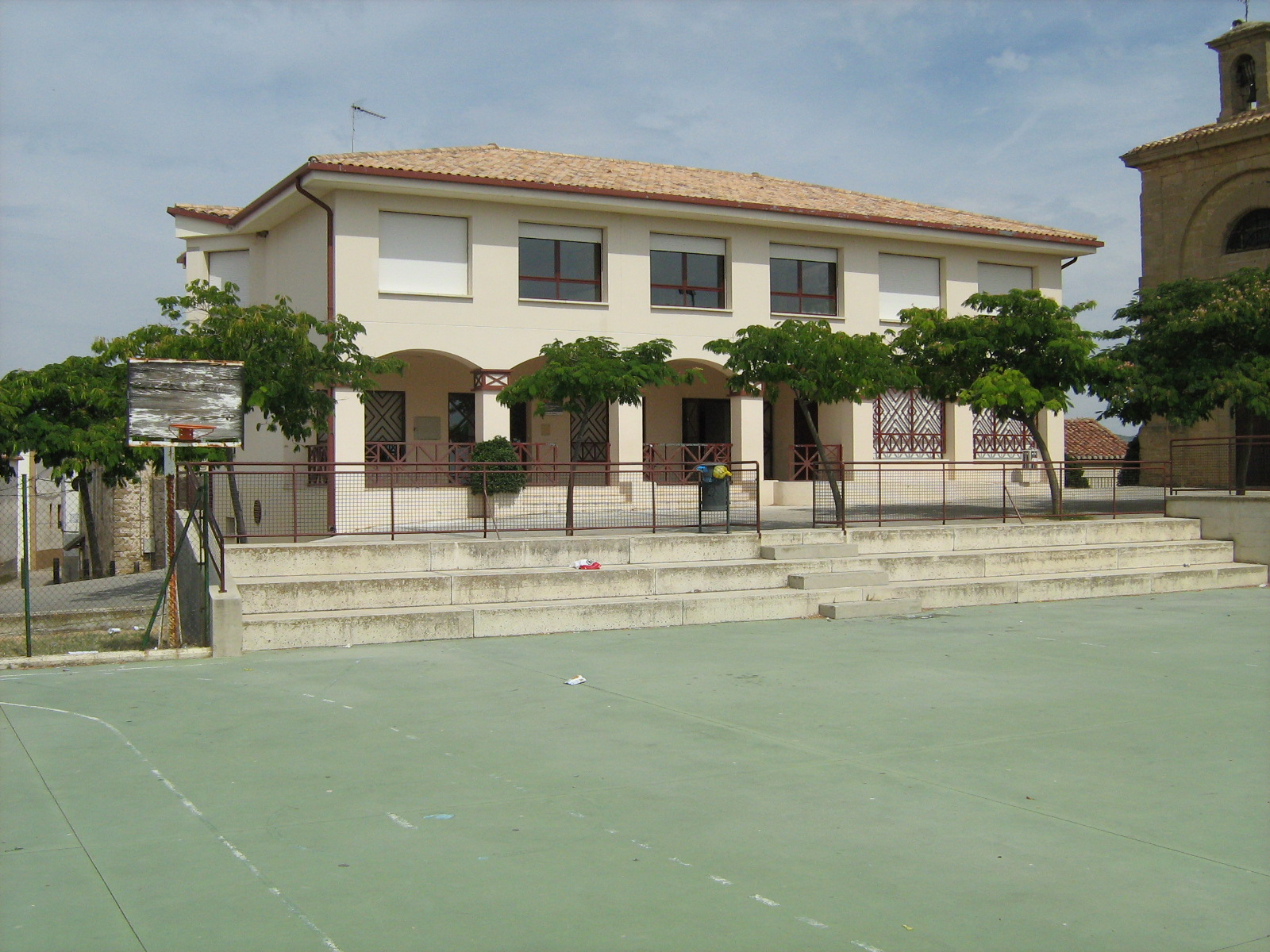
Salvatorkolleg
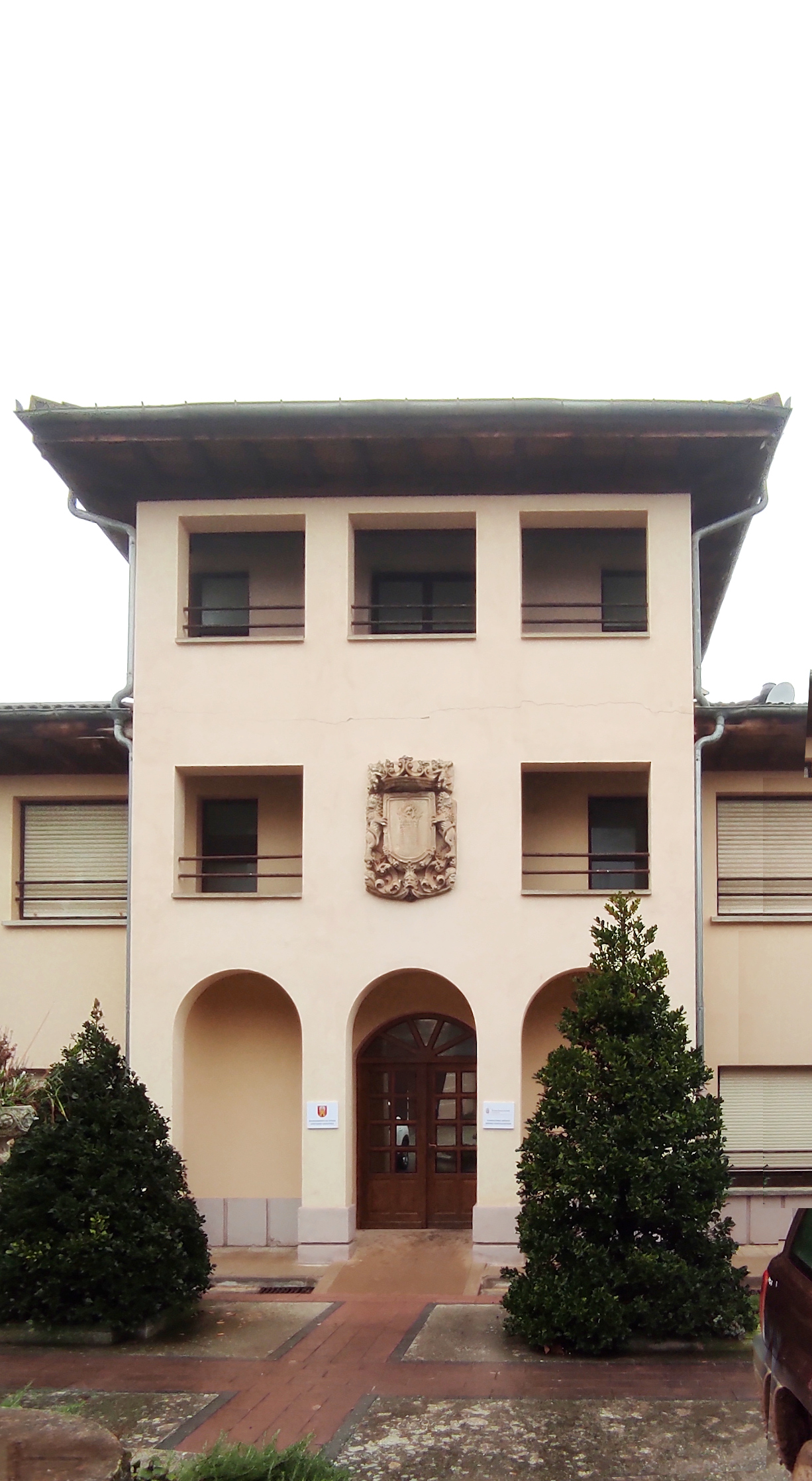
Rathaus

## Persönlichkeiten
- Arcadio María Larraona (1887–1973), Kurienkardinal